# Лидер оппозиции в кнессете
Лидер оппозиции в Кнессете (ивр. ראש האופוזיציה‎) — должность в парламентской системе власти Израиля. Пост лидера оппозиции занимает глава крупнейшей оппозиционной фракции в кнессете (при этом в случае равенства приоритет имеет фракция, за которую отдано большее суммарное количество голосов на выборах в Кнессет), если только члены оппозиции не назначат большинством голосов другого своего члена, письменно уведомив об этом председателя Кнессета. Процедуры назначения, права и обязанности главы оппозиции регламентируются несколькими поправками к Основному закону о кнессете от 1958 года, принятыми в 2000–2018 годах. До 2000 года должность лидера оппозиции носила неофициальный характер.
До принятия поправок к Закону о кнессете премьер-министр не обязан был встречаться с главой оппозиции и посвящать его в государственные дела. С принятием поправок ситуация изменилась. Восьмая поправка от 2000 года установила, что лидером оппозиции становится глава крупнейшей оппозиционной партии или (в случае одинакового количества мандатов) получившей большинство голосов избирателей среди оппозиционных партий, а также право большинства оппозиции избрать из своего состава иного лидера. Глава правительства обязан информировать лидера оппозиции по государственным вопросам не реже одного раза в месяц. Глава оппозиции может посещать официальные мероприятия проводимые правительством, он имеет право выступать в кнессете сразу же после премьер-министра. Его зарплата приравнена к жалованию министров и он пользуется охраной, предоставляемой Шабаком.
Со 2 января 2023 года по настоящее время главой оппозиции является Яир Лапид.

## Лидеры оппозиции
| Имя                | Партийная принадлежность | Годы                                          |
| ------------------ | ------------------------ | --------------------------------------------- |
| Менахем Бегин      | Херут                    | 1948—1967                                     |
| Меир Яари          | Мапам                    | 1967—1969                                     |
| Ицхак Меир Леви    | Агудат Исраэль           | 1969—1970                                     |
| Менахем Бегин      | Херут — Ликуд            | 1970—1977                                     |
| Шимон Перес        | Маарах                   | 1977—1984                                     |
| Юваль Неэман       | Тхия-Цомет               | 1984—1988                                     |
| Шуламит Алони      | РАЦ                      | 1988—1990                                     |
| Шимон Перес        | Авода                    | 1990—1992                                     |
| Ицхак Шамир        | Ликуд                    | 1992—1993                                     |
| Биньямин Нетаньяху | Ликуд                    | 1993—1996                                     |
| Шимон Перес        | Авода                    | 1996—1997                                     |
| Эхуд Барак         | Авода                    | 1997—1999                                     |
| Ариэль Шарон       | Ликуд                    | 1999—2001                                     |
| Йоси Сарид         | Мерец                    | 2001—2003                                     |
| Амрам Мицна        | Авода                    | 2003                                          |
| Далия Ицик         | Авода                    | 2003                                          |
| Шимон Перес        | Авода                    | 2003—2005                                     |
| Йосеф Лапид        | Шинуй                    | 2005                                          |
| Амир Перец         | Авода                    | 2005—2006                                     |
| Биньямин Нетаньяху | Ликуд                    | 2006—2009                                     |
| Ципи Ливни         | Кадима                   | с 1 апреля 2009 по 2 апреля 2012              |
| Шауль Мофаз        | Кадима                   | с 3 апреля 2012 по 8 мая 2012                 |
| Шели Яхимович      | Авода                    | с 9 мая 2012 по 22 июля 2012                  |
| Шауль Мофаз        | Кадима                   | с 23 июля 2012 по 5 февраля 2013              |
| Шели Яхимович      | Авода                    | с 18 марта 2013 по 21 ноября 2013             |
| Ицхак Герцог       | Авода                    | с 22 ноября 2013 по 31 июня 2018              |
| Ципи Ливни         | Ха-Тнуа                  | с 1 августа 2018 года по 31 декабря 2018 года |
| Шели Яхимович      | Авода                    | с 1 января 2019 года по 29 апреля 2019 года   |
| отсутствует        | отсутствует              | с 30 апреля 2019 года по 26 мая 2020 года     |
| Яир Лапид          | Еш-Атид                  | с 27 мая 2020 года по 6 апреля 2021 года      |
| Биньямин Нетаньяху | Ликуд                    | с 28 июня 2021 года по 15 ноября 2022 года    |
| Яир Лапид          | Еш-Атид                  | с 2 января 2023 года по наст. вр.             |